# Джудіт Форка
Джудіт Форка (ісп. Judith Forca, 7 червня 1996) — іспанська ватерполістка.
Призерка Олімпійських Ігор 2020 року.
Призерка Чемпіонату світу з водних видів спорту 2017, 2019 років.